# Wil Johnson
Wilbert Charles "Wil" Johnson (Londres, 18 de abril de 1965), más conocido como Wil Johnson, es un actor inglés, conocido por haber interpretado a Spencer Jordan en la serie Waking the Dead y a Dominic Andrews en la serie Emmerdale Farm.

## Biografía
Will tiene tres hijos de una relación anterior.
En el 2001 se casó con la modelo y escritora Alexandra Spiegel, la pareja tuvo tres hijos Joachim River "JJ" Johnson, las gemelas Rain Johnson y Zillah-May Johnson, sin embargo se divorciaron en el 2010.
El 4 de diciembre de 2014 se casó con Camilla Johnson.

## Carrera
En 1990 apareció por primera vez en la serie policíaca The Bill donde interpretó a Dom Reeves en el episodio "Burnside Knew My Father", en 1994 volvió a aparecer en la serie ahora interpretando a Carl Paston durante el episodio "Dirty Laundry", al siguiente año dio vida a Thomas Gadiki en "Neutral Territory" y finalmente apareció por última vez en la serie en 1997 dando vida a Billy Elizee en el episodio "Solid Evidence".
En 1994 se unió al elenco de la segunda temporada de la serie Cracker donde interpretó al detective Michael Skelton, hasta 1995 durante la tercera temporada.
En el 2000 se unió al elenco de la primera temporada de la serie Waking the Dead donde interpretó al detective inspector Spencer Jordan, el compañero del detective superintendente Peter Boyd (Trevor Eve), hasta el final de la serie en el 2011 tras finalizar la novena temporada.
Ese mismo año se unió al elenco de la serie Clocking Off donde dio vida a Steve Robinson.
En 2010 apareció en la serie Waterloo Road donde interpretó al maestro de geografía Marcus Kirby, el padre de Jonah Kirby (Lucien Laviscount) y Ruth Kirby, hasta el 2011.
El 1 de noviembre de 2011 apareció en varios episodios de la serie médica Holby City donde interpretó al doctor Sean Dolan, un pediatra, hasta el 22 de enero de 2013.
El 27 de diciembre de 2012 se unió al elenco principal de la serie Emmerdale Farm donde dio vida al mensajero Dominic "Dom" Andrews, el padre de la estudiante Gemma Andrews (Tendai Rinomhota) hasta el 13 de junio de 2014 después de que su personaje decidiera mudar a Londres con sus hermanos luego de la muerte de su hija.
El 4 de octubre de 2016 apareció como invitado en la serie Hollyoaks donde interpretó a Lionel, el padre de Jade Albright (Kassius Nelson) y Sonia Albright (Kiza Deen). Ese mismo año apareció como personaje secundario en la miniserie The Five donde interpretó al oficial de policía Ray Kenwood de joven. El actor Don Warrington interpretó a Ray de adulto.
En el 2017 se unirá al elenco invitado de la tercera temporada de la popular serie Outlander donde interpretará a Joe Abernathy, un hombre que se hace amigo de Claire Fraser (Caitriona Balfe) cuando ambos comienzan a trabajar en el colegio médico de Boston durante los años 50 como internos.

## Filmografía

### Series de televisión
| Año                     | Serie              | Personaje            | Notas                           |
| ----------------------- | ------------------ | -------------------- | ------------------------------- |
| 2017 - presente         | Outlander          | Joe Abernathy        | -                               |
| 2016                    | Hollyoaks          | Lionel               | 2 episodios                     |
| 2016                    | The Five           | Ray Kenwood          | 4 episodios                     |
| 2015                    | Lewis              | Dax Kinneson         | 2 episodios                     |
| 2014                    | Moving On          | Peter Jackson        | episodio "Two Brothers"         |
| 2012 - 2014             | Emmerdale Farm     | Dominic Andrews      | 125 episodios                   |
| 2011 - 2013             | Holby City         | Dr. Sean Dolan       | 5 episodios                     |
| 2000 - 2011             | Waking the Dead    | DI. Spencer Jordan   | 92 episodios                    |
| 2010 - 2011             | Waterloo Road      | Marcus Kirby         | 6 episodios                     |
| 2000 - 2002             | Clocking Off       | Steve Robinson       | 14 episodios                    |
| 2001                    | Babyfather         | Beres                | episodio # 1.1                  |
| 1990, 1994 - 1995, 1997 | The Bill           | Varios Personajes    | 4 episodios                     |
| 1994 - 1995             | Cracker            | D.C. Michael Skelton | 10 episodios                    |
| 1994                    | Anna Lee           | Stevie Johnson       | 5 episodios                     |
| 1993                    | Mr Don & Mr George | -                    | episodio "There's Been a Thing" |
| 1989                    | Dramarama          | Kevin                | episodio "Snap Decision"        |
| 1988                    | London's Burning   | Junior               | episodio # 1.1                  |
| 1987                    | Casualty           | Paul                 | episodio "The Raid"             |

### Películas
| Año  | Título        | Personaje   | Notas |
| ---- | ------------- | ----------- | --- |
| 2016 | Macbeth       | Capitán     | junto a Wunmi Mosaku, Al Weaver, David Bradley, Charlie Hamblett, Francesca Fowler, Alex Sawyer y Valentine Pelka |
| 2012 | Hard Shoulder | Carl Foster | junto a Jamie Foreman, Jon Campling, Angela Dixon, James Fisher, Frances Speedie, Lucy Drive y Jill Greenacre     |
| 2010 | Hævnen        | Najeeb      | junto a Mikael Persbrandt, Trine Dyrholm Ulrich Thomsen                                                           |

### Productor
| Año  | Título                 | Notas        |
| ---- | ---------------------- | ------------ |
| 2018 | Coz You Are            | productor    |
| 2012 | Amina                  | co-productor |
| 2009 | Disoriented Generation | productor    |

### Narrador
| Año  | Título     | Notas                 |
| ---- | ---------- | --------------------- |
| 2010 | Dispatches | episodio "Gun Nation" |

### Apariciones
| Año        | Programa         | Notas                            |
| ---------- | ---------------- | -------------------------------- |
| 2008, 2011 | The Wright Stuff | 2 episodios - panelista invitado |